# Euplexia jabalsabira
Euplexia jabalsabira is een vlinder uit de familie uilen (Noctuidae). De wetenschappelijke naam van deze soort is voor het eerst geldig gepubliceerd in 2002 door Hacker & Fibiger.
De soort komt voor in tropisch Afrika.